# 太田きよみ
太田 きよみ（おおた きよみ、1951年5月15日 - ）は、日本の女優、歌手。
本名、曽根 喜代美（旧姓：太田）。身長163～164㎝、体重40㎏。
2000年代以降は「曾根 きよ美（そね きよみ）」名義でも歌手活動を続ける。

## 来歴
1970年、ドラマ『プレイガール』のゲストとして篠 雪子名義でデビュー。数話のゲスト出演を経た後、1971年に同番組のレギュラーとなるが既に桑原幸子が同番組に出演しており、名前の "ゆきこ" が重複するため本名をもじった太田きよみに改名。この時に1953年生であるとのプロフィール設定がされた。 
『プレイガール』降板後、橘 モナ（たちばな モナ）の芸名で歌手デビュー。切掛けは "あるパーティで勝新太郎のカフスボタンを拾って届けたところ、その場で勝にスカウトされたこと"とされていたが、これはデビューにあたりドラマチックな演出をするための設定であった。勝の肩入れは相当な物で、デビュー曲「涙のサンバ」の時は宣伝パンフレット用写真のカメラマンを自ら買って出たほどであった。二曲目の「私は蜘蛛の糸」は当時映画に小説、講談にまで普及した"ポルノブーム"に便乗し、当時はまだ20歳だったがベッドでの情事を唄い"ポルノ歌謡"・"ポルノ歌手"なるキャッチフレーズがついた。その後事務所の移籍に伴い1975年に山崎 一美（やまざきかずみ）、更に1979年には元の太田きよみと改名。歌のレッスンの先生で作曲提供者の曽根幸明と不倫の末に略奪婚し、休業。現在は日本歌謡芸術協会を中心に歌手活動を継続している。
2019年4月19日放送分の『爆報! THE フライデー』では改めて曽根との結婚が不倫の末の略奪婚であったと話し、結婚の翌年に直腸癌で倒れた義母の介護をすることになったこと、更にその後脳梗塞で倒れた曽根の介護も引き続き行ったこと等を明かした。太田は償いとして介護を行ったと話していたが、曽根が離婚後も前妻に対して充分な仕送りを続けていたため遺産相続に関しては〝私達は印税は結構です〟と前妻から告げられており、前妻は本当に心から曽根を愛し義母や曽根の介護を必死に行い全うした太田を労っていた。
2025年5月28日、テイチク在籍時代の未発表音源を含む初のオリジナル・アルバムが『悲しみは空の彼方へ〜太田きよみ〈山崎一美〉テイチク秘蔵音源集〜』〈規格品番：BRIDGE404〉としてBRIDGEより発売。
娘はシンガーソングライターの曽根由希江。

## 主な出演作品

### テレビドラマ
篠雪子名義
- プレイガール（東京12Ch / 東映）
  - 第81話「男殺し用心棒」(1970年)　- 圭子
  - 第86話「ミステリー 生きていた花嫁」(1970年)　- りつ子
  - 第89話「傷つけながら愛しあい」(1970年)　- 華恵
  - 第92話「女は裸でグァム島航路」(1971年)　- 乗客
  - 第98話「おんな命の賭けどころ」(1971年)　- 秀芳
  - 第100話「夢のグァム島殺人事件」(1971年)　- 冴子
  - 第102話「父は過去に何をしていた」(1971年)　- 富士子
- 仮面ライダー（1971年、毎日放送 / 東映） - 第4話「人喰いサラセニアン」 - 宮下雪江

太田きよみ名義
- プレイガール（東京12Ch / 東映）
  - 第113話「大菩薩峠の決闘」 - 第194話「荒野の女七人」（1971年〜1972年） - 一条きよみ （レギュラーメンバー）
- 超人バロム・1（1972年、よみうりテレビ / 東映）- 第33話「魔人マユゲルゲは地獄の糸で焼き殺す!!」 - 歌手・太田きよみ
- 土曜ワイド劇場「松本清張の小さな旅館」（1981年、テレビ朝日 / 東映）

橘モナ名義
- 火曜日の女シリーズ「ガラス細工の家」（1973年、日本テレビ / ユニオン映画）
- プレイガールQ（東京12Ch / 東映）
  - 第28話「仁義なき抗争」(1975年)　- 小西清恵

### 映画
- プレイガール（2003年）

### オリジナルビデオ
- 時空警察ヴェッカー（2001年）- 時空警察幹部役

### 舞台
- 沢たまき追悼公演 プレイガール『ING』（2004年）

## 音楽

### シングル
橘モナ名義（日本コロムビア）
- 涙のサンバ / わかれみち（1973年2月 / CD-177《DENON》）
- 私は蜘蛛の糸 / 予期せぬ出来事（1973年10月 / P-309《COLUMBIA》）

山崎一美名義（テイチク）
- 風知草（かぜしりぐさ） / 港の子守唄（1976年2月25日 / SN-1496）
- 結婚 / 悲しみは空の彼方に（1976年7月25日 / RS-14）

太田きよみ名義（エルボンレコード）
- 別れて下さい / 愛したままで（1979年3月 / BON-1020）

### アルバム
- 悲しみは空の彼方へ〜太田きよみ〈山崎一美〉テイチク秘蔵音源集〜
（2025年5月28日 / BRIDGE404 / 発売：テイチク / 販売：BRIDGE）

### オムニバスアルバム
- 魅惑のムード☆秘宝館（2003年） -「私は蜘蛛の糸」を収録
- 沢たまき&プレイガール ミュージックコレクション（2004年4月21日）- 「風知草」を収録
- 怨歌情死考～女たちの挽歌～ （2017年12月20日）- 「涙のサンバ」「私は蜘蛛の糸」を収録
- 泥んこのメルヘン～女たちの挽歌II～ （2018年7月25日）- 「わかれみち」「予期せぬ出来事」を収録

## その他の活動
- プレイガールオフィス・トークショー「プレイガール伝説」（2000年）